# Vojnić
Vojnić (Servisch: Војнић) is een gemeente in de Kroatische provincie Karlovac.
Vojnić is een plattelandsgemeente te midden van een heuvellandschap. Het kent een gemengde bevolking van Bosnische Kroaten (Kroaten die vanuit Bosnië gevlucht zijn tijdens de oorlog van 1991 - 1995), van terugkerende Serviërs (waarvan een groot gedeelte ouder dan 65 jaar) en van Kroatische Moslims die langs de grens wonen van Kroatië en Bosnië en die zich voor het overgrote gedeelte verwant voelen met Bosnië en niet met het overwegend katholieke Kroatië. Dat maakt het vaak erg moeilijk om in Vojnić een stabiele plaatselijke overheid te vormen.
Vojnić staat binnen Kroatië bekend als een achterliggende gemeente. De gemeente Vojnić een van de laatste gemeenten in Kroatië geweest die volledig aangesloten werd op het elektriciteitsnetwerk. Veel dorpen binnen de gemeente zijn niet aangesloten op de gemeentelijke waterleidingvoorziening.
Steden (gradovi): Karlovac · Duga Resa · Ogulin · Ozalj · Slunj

Gemeenten (općine): Barilović · Bosiljevo · Cetingrad · Draganić · Generalski Stol · Josipdol · Kamanje · Krnjak · Lasinja · Netretić · Plaški · Rakovica · Ribnik · Saborsko · Tounj · Vojnić · Žakanje